# 筑後吉井站
筑後吉井站（日语：／ Chikugo-Yoshii eki */?）是位於福岡縣浮羽市吉井町，九州旅客鐵道（JR九州）的久大本線車站。
此站是浮羽市的中心車站，除了特急「由布院之森」外，所有列車均停靠此站。此外，每天有2班上行及3班下行區間車以本站為起訖站。

## 車站構造

### 站房
以木建成的單層站房一座。車站入口位於右方，玄關位設有一個郵筒及飲品販賣機，前方有兩個的士專用泊車位。進站後即為售票暨候車大堂，前端為驗票口；左側後端為售票窗口，旁邊放置了一部近距離簡易式售票機；右側為候車大堂，中央處設有一張與日田站候車室相同的正方型大木櫈，三面牆邊亦各放置了一張木製候車長櫈。至於站房左側為站務室及原職工留宿處。另外,在站房右方另設有一座男、女獨立式洗手間。
過往本站為委托JR九州服務支援負責站務工作，2023年10月起改回由JR九州直接管理，轉回為直營站。

### 月台
設有1面1線的單式月台和1面2線的島式月台，共有2面3線的月台。各月台之間設有行人天橋連接。側式月台長120米，有效長度為6輛（但位於天橋以後的部份通常不用，而由布號列車亦只有兩節車箱）向浮羽一端仍殘留貨物側軌及港灣式停泊位，另外在驗票口和行人天橋之間也放置了一排獨立式座位的塑膠椅。
旁；至於島式月台的長度則達約165米，有效長度為8輛。但同樣因現時不需要使用太長的月台，列車主要停靠在近行人天橋口（田主丸方）的一端。在天橋附近設有一個長10米的有蓋候車亭，兩側和背板配上透明膠板，亦配以一排獨立式座位的塑膠椅。
1、2號路軌為上、下行主軌，採用Y形轉轍器，3號月台為側線，供區間車起訖或避車時使用。
| 月台 | 路線      | 上下行 | 方向                                    | 備註                                 |
| ---- | --------- | ------ | --------------------------------------- | ------------------------------------ |
| 1    | ■久大本線 | 下行   | 浮羽、日田、大分、經■日豐本線往別府方向 |                                      |
| 2、3 | ■久大本線 | 上行   | 久留米、經■鹿兒島本線往鳥栖、博多方向   | 主要使用2號月台，區間車由3號月台出發 |

## 歷史
- 1928年12月24日：鐵道省久大線久留米至筑後吉井之間開通，此站啟用，為終點站[5][3][6]。
- 1984年：降為無人車站（後來再次成為有人車站），設置跨線橋。
- 1987年4月1日：隨國鐵分割民營化，車站由九州旅客鐵道（JR九州）營運[7][8][9][3]。
- 2022年9月23日：由久留米站發車的最終列車縮短至本站為止。
- 2023年10月1日：從JR九州服務支援（日语：JR九州サービスサポート）取回委託權，改為直營化[10][11][12]。

## 使用狀況
JR九州自2016年度起只公佈最多使用量的首300個車站的實際使用人數後，本站一直均可打進首300位內。
| 年度 | 一日平均 乘車人次 | 參考資料   |
| ---- | ----------------- | ---------- |
| 2016 | 549               | [ 統計 1 ] |
| 2017 | 540               | [ 統計 2 ] |
| 2018 | 511               | [ 統計 3 ] |
| 2019 | 493               | [ 統計 4 ] |
| 2020 | 367               | [ 統計 5 ] |
| 2021 | 398               | [ 統計 6 ] |
| 2022 | 399               | [ 統計 7 ] |
| 2023 | 408               | [ 統計 8 ] |

## 相鄰車站
九州旅客鐵道
■久大本線
■觀光特急「金八·一六」、特急「由布院之森」
通過
■特急「由布」6號
久留米←筑後吉井←日田
■特急「由布」1號
久留米大學前→筑後吉井→日田
■特急「由布」2-5號、■普通
田主丸－筑後吉井－浮羽

### 統計資料
1. ↑   (PDF). 九州旅客鉄道. 2017-07-31  [2017-08-02]. （原始内容 (PDF)存档于2017-08-01）.
2. ↑   (PDF). 九州旅客鉄道.   [2019-05-20]. （原始内容 (PDF)存档于2018-07-17）.
3. ↑   (PDF). 九州旅客鉄道.   [2019-07-27]. （原始内容存档 (PDF)于2019-07-12）.
4. ↑   (PDF). 九州旅客鉄道.   [2020-12-26]. （原始内容存档 (PDF)于2020-11-24）.
5. ↑   (PDF). 九州旅客鉄道.   [2021-09-15]. （原始内容存档 (PDF)于2022-02-27）.
6. ↑   (PDF). 九州旅客鉄道.   [2022-08-26]. （原始内容 (PDF)存档于2022-08-26） （日语）.
7. ↑   (PDF).   [2024-12-30]. （原始内容存档 (PDF)于2023-09-06）.
8. ↑  駅別乗車人員上位300駅（2023年度） （页面存档备份，存于），JR九州。

## 外部連結
- JR九州筑後吉井站（日語）